# Michael Stolberg
Michael Stolberg (* 2. April 1957 in München) ist ein deutscher Medizinhistoriker.

## Leben
Nach dem Abitur am Landschulheim Marquartstein studierte Michael Stolberg Medizin in München und arbeitete anschließend an Münchner Krankenhäusern. 1986 wurde er mit einer medizinhistorischen Arbeit bei Christian Probst promoviert. Nach zweijährigen Forschungsarbeiten in Italien war er von 1989 bis 1995 wissenschaftlicher Mitarbeiter am Institut für Geschichte der Medizin und Medizinische Soziologie der TU München, wo er 1992 für Medizingeschichte und Medizinische Soziologie habilitiert wurde. 1994 schloss er ein Zweitstudium in Geschichte und Philosophie an der Universität München mit der Promotion zum Doktor der Philosophie ab.
Nach einem halbjährigen Forschungsaufenthalt in Venedig arbeitete er von 1996 bis 1998 als DFG-Heisenberg-Stipendiat am Department for History and Philosophy of Science der Universität Cambridge, England, und kehrte anschließend wieder nach München zurück. Seit 2004 hat er den Lehrstuhl für Geschichte der Medizin an der Universität Würzburg inne, wo er die Nachfolge von Gundolf Keil antrat. 2005 wurde er zum Mitglied der Deutschen Akademie der Naturforscher Leopoldina gewählt. Von 2006 bis 2012 war er stellvertretender Vorsitzender der Deutschen Gesellschaft für Geschichte der Medizin, Naturwissenschaften und Technik. Von 2009 bis 2014 war er geschäftsführender Herausgeber des Medizinhistorischen Journals. Im Kollegjahr 2018/19 war er als Senior Fellow am Historischen Kolleg in München.

## Leistungen
Nach langjährigen Forschungen zur Seuchen- und Umweltgeschichte des 19. Jahrhunderts hat sich Michael Stolberg seit dem Ende der 1990er Jahre vor allem mit der Medizin-, Körper- und Geschlechtergeschichte der Frühen Neuzeit sowie, seit 2005, mit der Geschichte von Palliativmedizin und Medizinischer Ethik beschäftigt. Er hat eine Reihe von Forschungsprojekten initiiert und leitete unter anderem von 2009 bis 2023 das Langzeitvorhaben „Frühneuzeitliche Ärztebriefe“ der Bayerischen Akademie der Wissenschaften.

## Veröffentlichungen (Auswahl)
- Ein Recht auf saubere Luft? Umweltkonflikte am Beginn des Industriezeitalters. Harald Fischer Verlag, Erlangen 1994, ISBN 3-89131-112-5.
- Die Cholera im Großherzogtum Toskana. Ängste, Deutungen und Reaktionen im Angesicht einer tödlichen Seuche. ecomed-Verlag, Landsberg 1995, ISBN 978-3-609-64910-8.
- Geschichte der Homöopathie in Bayern (1800–1914). Karl F. Haug Fachbuchverlag, Stuttgart 1999, ISBN 978-3-8304-7025-0.
- Homo patiens. Körper- und Krankheitserfahrung in der Frühen Neuzeit. Böhlau-Verlag, Köln/Weimar 2003, ISBN 978-3-412-16202-3.
- Die Harnschau. Eine Kultur- und Alltagsgeschichte. Böhlau-Verlag, Köln/Weimar 2009, ISBN 3-412-20318-1.
- Die Geschichte der Palliativmedizin. Medizinische Sterbebegleitung von 1500 bis heute. Mabuse-Verlag, Frankfurt 2011, ISBN 978-3-940529-79-4.
- Gelehrte Medizin und ärztlicher Alltag in der Renaissance. De Gruyter Oldenbourg, München 2021, ISBN 978-3-11-070732-8.
- The doctor-patient relationship in the Renaissance. In: European Journal for the History of Medicine and Health 1 (2021), S. 1–29, doi:10.1163/26667711-bja10001.
- Accounting, religion, and the economics of medical care in sixteenth-century Germany: Hiob Finzel's Rationarium praxeos medicae, 1565–89. In: Axel C. Hüntelmann, Oliver Falk (Hrsg.): Accounting for health. Calculation, paperwork, and medicine, 1500–2000. Manchester University Press, Manchester 2021, S. 35–55.